# Khabas pyramid
Khabas pyramid, lokalt känd som il-haram il-midawwar, arabiska: الهرم المدور eller Layer Pyramid, är en 17 meter hög ofullbordad pyramid av kalksten i Zawyet el-Aryan, Egypten cirka 10 kilometer söder om centrala Kairo. Det var farao Khaba som under den tredje dynastin lät bygga pyramiden år 2645 f.Kr. (cirka). Det finns spår av två ofullbordade pyramider i Zawyet el-Aryan, förutom Khabas pyramid, en andra, den norra pyramiden, där idag endast grunden återstår.

## Bilder

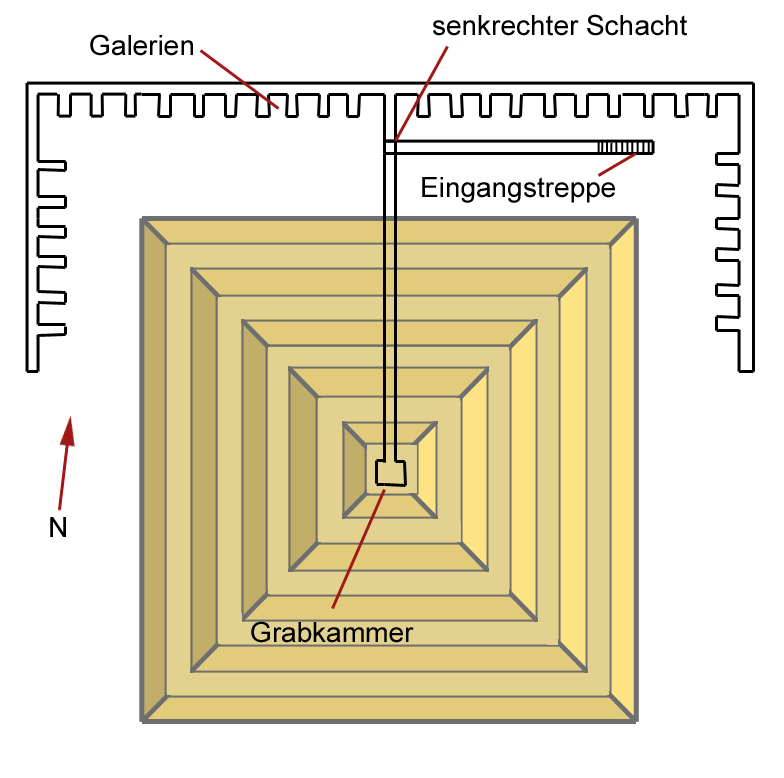
Skiss över pyramiden

- Wikimedia Commons har media som rör Khabas pyramid.